# Acacia williamsonii
Espèce
Synonymes
- Acacia hakeoides var. angustifolia (H.B.Will.) J.H.Willis[1]
- Acacia ligulata var. angustifolia H.B.Will.[1]
- Racosperma williamsonii (Court) Pedley[2]

Acacia williamsonii est une espèce de plantes à fleurs dicotylédones de la famille des Fabaceae, sous-famille des Mimosoideae. C'est un arbuste originaire d'Australie.

## Description
C'est un arbuste d'environ 2m de hauteur.